# Cinnamomum tsangii
Cinnamomum tsangii Merr. – gatunek rośliny z rodziny wawrzynowatych (Lauraceae Juss.). Występuje naturalnie w południowych Chinach – w prowincjach Guangdong, Hajnan, Fujian oraz południowej części Jiangxi. 

## Morfologia
PokrójZimozielone drzewo. Gałęzie są nagie, mniej lub bardziej szorstkie.
LiścieNaprzemianległe. Mają kształt od owalnie lancetowatego do podłużnie lancetowatego. Mierzą 5–10 cm długości oraz 1,5–2,5 cm szerokości. Są nagie. Nasada liścia jest klinowa. Blaszka liściowa jest o krótko spiczastym wierzchołku. Ogonek liściowy jest nagi i dorasta do 5–12 mm długości.
KwiatySą niepozorne, obupłciowe, zebrane po 3–5 w wierzchotki, rozwijają się w kątach pędów. Kwiatostany dorastają do 3 cm długości, podczas gdy pojedyncze kwiaty mają długość 3–4 mm. Są owłosione i mają zielonobiaławą barwę.

## Biologia i ekologia
Rośnie w lasach mieszanych. Kwitnie w październiku.